# N-02A
docomo STYLE series N-02A（ドコモ スタイル シリーズ エヌ ゼロ にー エー）は、日本電気（NEC）によって開発された、NTTドコモの第三世代携帯電話（FOMA）端末である。docomo STYLE seriesの端末。

## 概要
2008年冬モデルのスタイルシリーズのNEC製端末で、薄型高機能で人気を博したN906iμの後継機。「Brilliant Slimケータイ」というブランド名も持つ。Nシリーズで同じスタイルシリーズのN-03Aよりも高機能な端末で、スタイルシリーズではトップクラスの機能を持つ。デザインはN906iμを引き継いでいるが、タッチパネルとニューロポインター以外の機能はプライムシリーズのN-01Aとほぼ同じである。
N906iμよりも大型の3.2インチフルワイドVGA液晶を搭載。しかし、大きさはN906iμよりも長さが1mmだけ長くなっただけで、幅、厚さ、質量は全く変わっていない。
カメラはN-01Aと同じ520万画素となり、N-01Aと同じく「スマイルシャッター」や「顔認識」機能がある。また、新たに、ワンセグの30fps表示、Bluetooth、下り7.2MbpsFOMAハイスピード、microSDHCカード（8GBまで）に対応。ドコモの新たな3つのサービス、iコンシェル、iウィジェット、iアプリオンラインの全てに対応する。
| 主な対応サービス                   | 主な対応サービス                                                    | 主な対応サービス                       | 主な対応サービス                                    |
| ---------------------------------- | ------------------------------------------------------------------- | -------------------------------------- | --------------------------------------------------- |
| タッチパネル                       | FOMAハイスピード7.2Mbps                                             | Bluetooth                              | DCMX／おサイフケータイ                              |
| iアプリオンライン／地図アプリ      | 直感ゲーム／メガiアプリ                                             | iウィジェット                          | マチキャラ／iコンシェル                             |
| ホームU／ポケットU                 | GPS／ケータイお探し                                                 | デコメール／デコメ絵文字／デコメアニメ | iチャネル                                           |
| 着もじ／プッシュトーク             | テレビ電話／キャラ電                                                | 電話帳お預かりサービス                 | フルブラウザ                                        |
| おまかせロック／バイオ認証         | 外部メモリーへiモードコンテンツ移行／ユーザーデータ一括バックアップ | トルカ                                 | iC通信／iCお引越しサービス                          |
| きせかえツール／ダイレクトメニュー | バーコードリーダ／名刺リーダ                                        | 2in1※                                  | エリアメール／ソフトウェアーアップデート自動更新    |
| GSM／3Gローミング（WORLD WING）    | 着うたフル／うた・ホーダイ                                          | Music&Videoチャネル／ビデオクリップ    | デジタルオーディオプレーヤー(WMA)(AAC)(SDオーディオ |

※BモードのメールはWebメールとなる。

## 歴史
- 2008年9月3日 - 技術基準適合証明（Bluetooth）通過。
- 2008年9月9日 - 連邦通信委員会（FCC）通過。
- 2008年9月18日 - 技術基準適合証明（TELEC）通過。
- 2008年9月24日 - 電気通信端末機器審査協会（JATE）通過。
- 2008年11月5日 - F-01A・F-02A・F-03A・F-04A・N-01A・N-02A・N-03A・N-04A・P-01A・P-02A・P-03A・P-04A・P-05A・SH-01A・SH-02A・SH-03A・SH-04A・L-01A・HT-01A・HT-02A・Nokia E71・BlackBerry Boldの開発を発表。
- 2008年11月28日 - 発売開始。

## 不具合
- 2008年12月16日に以下の不具合の修正がソフトウェアの更新でなされた。
  - メインメニュー表示中に、上下キーを押すタイミングによってボタン操作ができなくなる場合がある。
  - アラームの編集時に特定の操作を行うと端末が再起動することがある
  - 電話帳登録している固定電話番号からの着信通知SMSを受信すると、電話帳登録している名前ではなく、電話番号で表示されてしまう。
- 2009年2月24日に以下の不具合の修正がソフトウェアの更新でなされた。
  - 送受信BOXフォルダ内のメールを開こうとすると、待受画面に戻ることがある
  - 一度も設定していないマチキャラが設定できなくなる場合がある。
  - 大容量iモーションをストリーミング再生中に通常画面モードから全画面モードに切り替えると、再起動してしまう

- 2009年9月15日に以下の不具合の修正がソフトウェアの更新でなされた。
  - 特定操作により着信音が鳴らなくなる場合がある
  - キャッチホンを受けるタイミングによって、端末がフリーズする場合がある

- 2010年7月13日に以下の不具合の修正がソフトウェアの更新でなされた。
  - 地図アプリを終了し、待ち受け画面に戻っても、GPS測位動作中アイコンが消えない場合がある

- 2012年4月11日に以下の不具合の修正がソフトウェアの更新でなされた。
  - iモード通信時、画像ファイルのアップロードが出来ない場合がある

(参照)N-02Aのソフトウェアアップデート情報